# NGC 4087
NGC 4087 is een elliptisch sterrenstelsel in het sterrenbeeld Waterslang. Het hemelobject werd op 24 februari 1789 ontdekt door de Duits-Britse astronoom William Herschel.

## Synoniemen
- ESO 505-10
- MCG -4-29-5
- PGC 38303